# Keith Mwila
Keith Mwila (geboren in de 20e eeuw, inmiddels overleden) was een Zambiaanse bokser, die de bronzen medaille won in het lichtvlieggewicht heren (tot 49 kg) op de Olympische Zomerspelen 1984 in Los Angeles, Verenigde Staten. Hij was daarmee de eerste olympische medaillewinnaar uit Zambia.

## Olympische resultaten
Het wedstrijdenoverzicht van Keith Mwila tijdens de Olympische Spelen van Los Angeles in 1984:
- Eerste kwalificatieronde: bye[5]
- Tweede kwalificatieronde (achtste finale): Gewonnen van Chung Pao Ming (Taiwan/Chinees Taipei). Wedstrijd gestaakt in de tweede ronde door de scheidsrechter.
- Kwartfinale: Gewonnen van Mamoru Kuroiwa (Japan) op punten (5-0, jurybeslissing).
- Halve finale: Verloren van Salvatore Todisco (Italië) op punten (0-5, jurybeslissing). Het bereiken van de halve finale was voldoende voor het winnen van een bronzen medaille.